# Уніпотентна матриця
Уніпотентна матриця — квадратна матриця, що рівна сумі одиничної і нільпотентної матриць. Уніпотентні матриці є уніпотентними елементами у кільці квадратних матриць. 
Важливість уніпотентних матриць значною мірою пояснюється наявністю розкладу Жордана — Шевальє для довільної невиродженої квадратної матриці над досконалим полем. Зважаючи на наявність цього розкладу і його узагальнень, уніпотентні матриці відіграють важливу роль у теорії представлення груп і теорії груп Лі і алгебричних груп.

## Означення
Квадратна матриця {\displaystyle A\in R^{n\times n}} над кільцем з одиницею {\displaystyle R} називається уніпотентною, якщо матриця {\displaystyle A-I} є нільпотентною, інакше кажучи, якщо
{\displaystyle (A-I)^{m}=0}
для деякого {\displaystyle m\in \mathbb {N} }. Уніпотентні матриці є уніпотентними елементами у кільці {\displaystyle R^{n\times n}}.
Лінійний оператор на векторному просторі,  матриця якого в довільному базисі є уніпотентною називається уніпотентним лінійним оператором.

## Приклади
Простим прикладом уніпотентної матриці є матриця
{\displaystyle A={\begin{pmatrix}1&1\\0&1\end{pmatrix}}},
для якої
{\displaystyle (A-I)^{2}={\begin{pmatrix}0&1\\0&0\end{pmatrix}}\cdot {\begin{pmatrix}0&1\\0&0\end{pmatrix}}={\begin{pmatrix}0&0\\0&0\end{pmatrix}}}.
Більш загальним прикладом є верхні трикутні матриці, для яких елементи на головній діагоналі усі рівні 1, тобто матриці виду
{\displaystyle A={\begin{pmatrix}1&a_{1,2}&\cdots &a_{1,n}\\0&\ddots &\ddots &\vdots \\\vdots &\ddots &\ddots &a_{n-1,n}\\0&\cdots &0&1\end{pmatrix}}}.
Усі такі матриці є уніпотентними, оскільки {\displaystyle (A-I)^{n}=0}. Також усі матриці подібні до матриці {\displaystyle A} є уніпотентними оскільки
{\displaystyle (S^{-1}AS-I)^{n}=S^{-1}(A-I)^{n}S=0}
для довільної невиродженої матриці {\displaystyle S\in R^{n\times n}}. Звідси зокрема випливає, що якщо матриця лінійного оператора є уніпотентною в деякому базисі векторного простору, то вона є уніпотентною в довільному іншому базисі і означення уніпотентного лінійного оператора є коректним.
Навпаки, матриця над довільним полем є уніпотентною, тоді і тільки тоді коли вона є подібною верхній трикутній матриці з одиничною головною діагоналлю. До того ж для будь-якої множини уніпотентних матриць, що утворюють групу щодо операції множення матриць, матрицю {\displaystyle S}, що визначає подібність з верхніми трикутними матрицями можна обрати одну для всіх матриць групи.

## Властивості

### Власні значення
Квадратна матриця {\displaystyle A\in K^{n\times n}} над полем {\displaystyle K} є уніпотентною, коли її характеристичний многочлен має вигляд
{\displaystyle \chi _{A}(\lambda )=(\lambda -1)^{n}}
Іншими словами всі власні значення матриці рівні {\displaystyle 1} sind.

### Розклад Жордана — Шевальє
Кожна невироджена матриця {\displaystyle A} над досконалим полем {\displaystyle K} може бути записана у виді розкладу Жордана — Шевальє:
{\displaystyle A=D\cdot U=U\cdot D},
де матриця {\displaystyle D} є напівпростою (для алгебрично замкнутих полів — діагоналізовною), а {\displaystyle U} — уніпотентною. Такий розклад завжди є єдиним.

### Степені, добутки і обернена матриця
Степінь уніпотентної матриці {\displaystyle A^{k}} над довільним полем теж є уніпотентною матрицею. Її можна записати через степені нільпотентної матриці:
{\displaystyle A^{k}=(I+N)^{k}=I+kN+{\frac {k(k-1)}{2}}N^{2}+\ldots +{\frac {k(k-1)\cdots (k-m+2)}{(m-1)!}}N^{m-1}}
де {\displaystyle N} — нільпотентна матриця зі степенем нільпотентності {\displaystyle m}. 
Зокрема звідси отримуємо, що над полем характеристики {\displaystyle p>0} матриця {\displaystyle A} є уніпотентною тоді і тільки тоді коли для всіх достатньо великих {\displaystyle s>0} справедливою є рівність {\displaystyle A^{p^{s}}=I.}
Більш загально, добуток двох комутуючих уніпотентних матриць над полем є уніпотентною матрицею.
Для матриць над довільним кільцем з одиницею уніпотентна матриця {\displaystyle A=I+N} завжди має обернену матрицю рівну:
{\displaystyle A^{-1}=I-N+N^{2}+\ldots +(-1)^{m-1}N^{m-1}}
де {\displaystyle N} — нільпотентна матриця зі степенем нільпотентності {\displaystyle m}. Обернена матриця теж є уніпотентною. 

### Логарифм і експонента
Логарифм уніпотентної матриці є нільпотентною матрицею, яка рівна:
{\displaystyle \log A=\log(I+N)=N-{\frac {N^{2}}{2}}+{\frac {N^{3}}{3}}+\ldots +(-1)^{m-1}{\frac {N^{m-1}}{m-1}}}
де {\displaystyle N} — нільпотентна матриця зі степенем нільпотентності {\displaystyle m}. 
Також для логарифму і експоненти матриці справедливою є рівність
{\displaystyle e^{\log A}=A}.
Навпаки, експонента нільпотентної матриці {\displaystyle N} є уніпотентною матрицею і 
{\displaystyle \log e^{N}=N}.
Зокрема, якщо {\displaystyle N} є нільпотентною матрицею зі степенем нільпотентності {\displaystyle m}, то образом її експоненти буде матриця виду {\displaystyle I+N'}, де {\displaystyle N'} є нільпотентною матрицею зі степенем нільпотентності {\displaystyle m}. Навпаки логарифм уніпотентної матриці {\displaystyle I+N}, де {\displaystyle N} є нільпотентною матрицею зі степенем нільпотентності {\displaystyle m} є нільпотентною матрицею теж степеня {\displaystyle m}. До того ж ці два відображення задають гомеоморфізм між просторами  нільпотентних матриць зі степенем нільпотентності {\displaystyle m} і уніпотентних матриць виду {\displaystyle I+N}, де {\displaystyle N} має степінь нільпотентності {\displaystyle m}.